# Dasyvalgus podicalis
Dasyvalgus podicalis är en skalbaggsart som beskrevs av Blanchard 1850. Dasyvalgus podicalis ingår i släktet Dasyvalgus och familjen Cetoniidae. Inga underarter finns listade i Catalogue of Life.